# Seznam dílů seriálu Smallville
Toto je seznam dílů seriálu Smallville. Americký dramatický seriál Smallville byl vysílán od 16. října 2001 do 13. května 2011, v deseti řadách vzniklo celkem 218 dílů. Do roku 2006 jej vysílala televize The WB, od září 2006 pak její nástupnická stanice The CW. V Česku byl premiérově vysílán v letech 2003–2011 na TV Nova, poslední řada v roce 2013 na stanici Fanda.

## Přehled řad
| Řada | Díly | Premiéra v USA | Premiéra v USA  | Premiéra v ČR   | Premiéra v ČR   | Stanice v USA |
| Řada | Díly | První díl      | Poslední díl    | První díl       | Poslední díl    | Stanice v USA |
| ---- | ---- | -------------- | --------------- | --------------- | --------------- | ------------- |
| 1    | 21   | 16. října 2001 | 21. května 2002 | 19. srpna 2003  | 16. září 2003   | The WB        |
| 2    | 23   | 24. září 2002  | 20. května 2003 | 5. srpna 2004   | 6. září 2004    | The WB        |
| 3    | 22   | 1. října 2003  | 19. května 2004 | 20. března 2006 | 19. dubna 2006  | The WB        |
| 4    | 22   | 22. září 2004  | 18. května 2005 | 20. dubna 2006  | 23. května 2006 | The WB        |
| 5    | 22   | 29. září 2005  | 11. května 2006 | 31. března 2008 | 29. dubna 2008  | The WB        |
| 6    | 22   | 28. září 2006  | 17. května 2007 | 30. dubna 2008  | 2. června 2008  | The CW        |
| 7    | 20   | 27. září 2007  | 15. května 2008 | 15. února 2010  | 12. března 2010 | The CW        |
| 8    | 22   | 18. září 2008  | 14. května 2009 | 15. března 2010 | 14. dubna 2010  | The CW        |
| 9    | 22   | 25. září 2009  | 14. května 2010 | 23. září 2011   | 25. října 2011  | The CW        |
| 10   | 22   | 24. září 2010  | 13. května 2011 | 26. října 2011  | 1. května 2013  | The CW        |

## Seznam dílů

### První řada (2001–2002)
| Č. v seriálu | Č. v řadě | Původní název | Český název       | Režie                             | Scénář                                                    | Premiéra v USA (The WB) | Premiéra v ČR   |
| ------------ | --------- | ------------- | ----------------- | --------------------------------- | --------------------------------------------------------- | ----------------------- | --------------- |
| 1            | 1         | Pilot         | Dar z nebes       | David Nutter                      | Alfred Gough a Miles Millar                               | 16. října 2001          | 19. srpna 2003} |
| 2            | 2         | Metamorphosis | Proměna           | Michael Watkins a Philip Sgriccia | Alfred Gough a Miles Millar                               | 23. října 2001          | 20. srpna 2003  |
| 3            | 3         | Hothead       | Herní zápal       | Greg Beeman                       | Greg Walker                                               | 30. října 2001          | 21. srpna 2003  |
| 4            | 4         | X-Ray         | Rentgenové oči    | James Frawley                     | Mark Verheiden                                            | 6. listopadu 2001       | 22. srpna 2003  |
| 5            | 5         | Cool          | Pod bodem mrazu   | James A. Contner                  | Michael Green                                             | 13. listopadu 2001      | 25. srpna 2003  |
| 6            | 6         | Hourglass     | Tajemství mládí   | Chris Long                        | Doris Egan                                                | 20. listopadu 2001      | 26. srpna 2003  |
| 7            | 7         | Craving       | Podivná dieta     | Philip Sgriccia                   | Michael Green                                             | 27. listopadu 2001      | 27. srpna 2003  |
| 8            | 8         | Jitters       | Pod kůží          | Michael Watkins                   | Cherie Bennett a Jeff Gottesfeld                          | 11. prosince 2001       | 28. srpna 2003  |
| 9            | 9         | Rogue         | Vyděrač           | David Carson                      | Mark Verheiden                                            | 15. ledna 2002          | 29. srpna 2003  |
| 10           | 10        | Shimmer       | Neviditelný       | D. J. Caruso                      | Mark Verheiden a Michael Green                            | 29. ledna 2002          | 1. září 2003    |
| 11           | 11        | Hug           | Proti své vůli    | Chris Long                        | Doris Egan                                                | 5. února 2002           | 2. září 2003    |
| 12           | 12        | Leech         | Ztráta schopností | Greg Beeman                       | Timothy Schlattmann                                       | 12. února 2002          | 3. září 2003    |
| 13           | 13        | Kinetic       | Tetování          | Robert Singer                     | Philip Levens                                             | 26. února 2002          | 4. září 2003    |
| 14           | 14        | Zero          | Nulové následky   | Michael Katleman                  | námět: Alfred Gough a Miles Millar scénář: Mark Verheiden | 12. března 2002         | 5. září 2003    |
| 15           | 15        | Nicodemus     | Nicodemus         | James Marshall                    | námět: Greg Walker scénář: Michael Green                  | 19. března 2002         | 8. září 2003    |
| 16           | 16        | Stray         | Nalezenec         | Paul Shapiro                      | Philip Levens                                             | 16. dubna 2002          | 9. září 2003    |
| 17           | 17        | Reaper        | Posel smrti       | Terrence O'Hara                   | Cameron Litvack                                           | 23. dubna 2002          | 10. září 2003   |
| 18           | 18        | Drone         | Volby             | Michael Katleman                  | Michael Green a Philip Levens                             | 30. dubna 2002          | 11. září 2003   |
| 19           | 19        | Crush         | Nehoda            | James Marshall                    | Philip Levens, Alfred Gough a Miles Millar                | 7. května 2002          | 12. září 2003   |
| 20           | 20        | Obscura       | Cizíma očima      | Terrence O'Hara                   | námět: Greg Walker scénář: Mark Verheiden a Michael Green | 14. května 2002         | 15. září 2003   |
| 21           | 21        | Tempest       | Bouře             | Greg Beeman                       | námět: Philip Levens scénář: Alfred Gough a Miles Millar  | 21. května 2002         | 16. září 2003   |

### Druhá řada (2002–2003)
| Č. v seriálu | Č. v řadě | Původní název | Český název     | Režie            | Scénář                                                                      | Premiéra v USA (The WB) | Premiéra v ČR  |
| ------------ | --------- | ------------- | --------------- | ---------------- | --------------------------------------------------------------------------- | ----------------------- | -------------- |
| 22           | 1         | Vortex        | Tornádo         | Greg Beeman      | námět: Alfred Gough a Miles Millar scénář: Philip Levens                    | 24. září 2002           | 5. srpna 2004  |
| 23           | 2         | Heat          | Svůdkyně        | James Marshall   | Mark Verheiden                                                              | 1. října 2002           | 6. srpna 2004  |
| 24           | 3         | Duplicity     | Tajemství       | Steve Miner      | Todd Slavkin a Darren Swimmer                                               | 8. října 2002           | 9. srpna 2004  |
| 25           | 4         | Red           | Falešný rubín   | Jeff Woolnough   | Jeph Loeb                                                                   | 15. října 2002          | 10. srpna 2004 |
| 26           | 5         | Nocturne      | Básník          | Rick Wallace     | Brian Peterson a Kelly Souders                                              | 22. října 2002          | 11. srpna 2004 |
| 27           | 6         | Redux         | Věčná studentka | Chris Long       | Russel Friend a Garrett Lerner                                              | 29. října 2002          | 12. srpna 2004 |
| 28           | 7         | Lineage       | Rodina          | Greg Beeman      | námět: Alfred Gough a Miles Millar scénář: Kenneth Biller                   | 5. listopadu 2002       | 13. srpna 2004 |
| 29           | 8         | Ryan          | Ryan            | Terrence O'Hara  | Philip Levens                                                               | 12. listopadu 2002      | 16. srpna 2004 |
| 30           | 9         | Dichotic      | Rozdvojení      | Craig Zisk       | Mark Verheiden                                                              | 19. listopadu 2002      | 17. srpna 2004 |
| 31           | 10        | Skinwalker    | Vlčí lidé       | Marita Grabiak   | námět: Mark Warshaw scénář: Brian Peterson a Kelly Souders                  | 26. listopadu 2002      | 18. srpna 2004 |
| 32           | 11        | Visage        | Návrat hrdiny   | William Gereghty | Todd Slavkin a Darren Swimmer                                               | 14. ledna 2003          | 19. srpna 2004 |
| 33           | 12        | Insurgence    | Rukojmí         | James Marshall   | Kenneth Biller a Jeph Loeb                                                  | 21. ledna 2003          | 20. srpna 2004 |
| 34           | 13        | Suspect       | Podezřelý       | Greg Beeman      | Mark Verheiden a Philip Levens                                              | 28. ledna 2003          | 23. srpna 2004 |
| 35           | 14        | Rush          | Adrenalin       | Rick Rosenthal   | Todd Slavkin a Darren Swimmer                                               | 4. února 2003           | 24. srpna 2004 |
| 36           | 15        | Prodigal      | Ztracený syn    | Greg Beeman      | Brian Peterson a Kelly Souders                                              | 11. února 2003          | 25. srpna 2004 |
| 37           | 16        | Fever         | Horečka         | Bill Gereghty    | Matthew Okumura                                                             | 18. února 2003          | 26. srpna 2004 |
| 38           | 17        | Rosetta       | Strom života    | James Marshall   | Alfred Gough a Miles Millar                                                 | 25. února 2003          | 27. srpna 2004 |
| 39           | 18        | Visitor       | Návštěvník      | Rick Rosenthal   | Philip Levens                                                               | 15. dubna 2003          | 30. srpna 2004 |
| 40           | 19        | Precipice     | Stín minulosti  | Thomas J. Wright | Clint Carpenter                                                             | 22. dubna 2003          | 31. srpna 2004 |
| 41           | 20        | Witness       | Svědek          | Rick Wallace     | Mark Verheiden                                                              | 29. dubna 2003          | 1. září 2004   |
| 42           | 21        | Accelerate    | Duch            | James Marshall   | námět: Todd Slavkin a Darren Swimmer scénář: Brian Peterson a Kelly Souders | 6. května 2003          | 2. září 2004   |
| 43           | 22        | Calling       | Procitnutí      | Terrence O'Hara  | Kenneth Biller                                                              | 13. května 2003         | 3. září 2004   |
| 44           | 23        | Exodus        | Neposlušný syn  | Greg Beeman      | Alfred Gough a Miles Millar                                                 | 20. května 2003         | 6. září 2004   |

### Třetí řada (2003–2004)
| Č. v seriálu | Č. v řadě | Původní název | Český název          | Režie                        | Scénář                                                                   | Premiéra v USA (The WB) | Premiéra v ČR   |
| ------------ | --------- | ------------- | -------------------- | ---------------------------- | ------------------------------------------------------------------------ | ----------------------- | --------------- |
| 45           | 1         | Exile         | Vyhnanec             | Greg Beeman                  | Alfred Gough a Miles Millar                                              | 1. října 2003           | 20. března 2006 |
| 46           | 2         | Phoenix       | Féníx                | James Marshall               | Kelly Souders a Brian Peterson                                           | 8. října 2003           | 21. března 2006 |
| 47           | 3         | Extinction    | Zrůda                | Michael Katleman             | Todd Slavkin a Darren Swimmer                                            | 15. října 2003          | 22. března 2006 |
| 48           | 4         | Slumber       | Dívka ze snu         | Daniel Attias                | Drew Z. Greenberg                                                        | 22. října 2003          | 23. března 2006 |
| 49           | 5         | Perry         | Erupce               | Jeannot Szwarc               | Mark Verheiden                                                           | 29. října 2003          | 24. března 2006 |
| 50           | 6         | Relic         | Obrazy z minulosti   | Marita Grabiak               | Kelly Souders a Brian Peterson                                           | 5. listopadu 2003       | 27. března 2006 |
| 51           | 7         | Magnetic      | Magnetismus          | David Jackson                | Holly Harold                                                             | 12. listopadu 2003      | 28. března 2006 |
| 52           | 8         | Shattered     | Nepříčetnost         | Ken Biller                   | Ken Biller                                                               | 19. listopadu 2003      | 29. března 2006 |
| 53           | 9         | Asylum        | Sanatorium           | Greg Beeman                  | Todd Slavkin a Darren Swimmer                                            | 14. ledna 2004          | 30. března 2006 |
| 54           | 10        | Whisper       | Dokonalý sluch       | Tom Wright                   | Ken Horton                                                               | 21. ledna 2004          | 31. března 2006 |
| 55           | 11        | Delete        | Vražedný e-mail      | Pat Williams                 | Kelly Souders a Brian Peterson                                           | 28. ledna 2004          | 3. dubna 2006   |
| 56           | 12        | Hereafter     | Předtucha            | Greg Beeman a James Marshall | Mark Verheiden a Drew Z. Greenberg                                       | 4. února 2004           | 4. dubna 2006   |
| 57           | 13        | Velocity      | Rychlá kola          | Jeannot Szwarc               | Todd Slavkin a Darren Swimmer                                            | 11. února 2004          | 5. dubna 2006   |
| 58           | 14        | Obsession     | Posedlost            | James Marshall               | Holly Harold                                                             | 18. února 2004          | 6. dubna 2006   |
| 59           | 15        | Resurrection  | Zmrtvýchvstání       | Terrence O'Hara              | Todd Slavkin a Darren Swimmer                                            | 25. února 2004          | 7. dubna 2006   |
| 60           | 16        | Crisis        | Volání z budoucnosti | Ken Biller                   | Kelly Souders a Brian Peterson                                           | 3. března 2004          | 10. dubna 2006  |
| 61           | 17        | Legacy        | Dědictví             | Greg Beeman                  | Jeph Loeb                                                                | 14. dubna 2004          | 11. dubna 2006  |
| 62           | 18        | Truth         | Sérum pravdy         | James Marshall               | Drew Z. Greenberg                                                        | 21. dubna 2004          | 12. dubna 2006  |
| 63           | 19        | Memoria       | Ztracená paměť       | Miles Millar                 | Alfred Gough a Miles Millar                                              | 28. dubna 2004          | 13. dubna 2006  |
| 64           | 20        | Talisman      | Hvězdná čepel        | John Schneider               | Ken Biller                                                               | 5. května 2004          | 14. dubna 2006  |
| 65           | 21        | Forsaken      | Odpuštění            | Terrence O'Hara              | Kelly Souders a Brian Peterson                                           | 12. května 2004         | 18. dubna 2006  |
| 66           | 22        | Covenant      | Krajanka             | Greg Beeman                  | námět: Todd Slavkin a Darren Swimmer scénář: Alfred Gough a Miles Millar | 19. května 2004         | 19. dubna 2006  |

### Čtvrtá řada (2004–2005)
| Č. v seriálu | Č. v řadě | Původní název | Český název         | Režie              | Scénář                                                 | Premiéra v USA (The WB) | Premiéra v ČR   |
| ------------ | --------- | ------------- | ------------------- | ------------------ | ------------------------------------------------------ | ----------------------- | --------------- |
| 67           | 1         | Crusade       | Válka               | Greg Beeman        | Alfred Gough a Miles Millar                            | 22. září 2004           | 20. dubna 2006  |
| 68           | 2         | Gone          | Návrat              | James Marshall     | Kelly Souders a Brian Peterson                         | 29. září 2004           | 21. dubna 2006  |
| 69           | 3         | Façade        | Pozlátko            | Pat Williams       | Holly Harold                                           | 6. října 2004           | 24. dubna 2006  |
| 70           | 4         | Devoted       | Nápoj lásky         | David Carson       | Luke Schelhaas                                         | 13. října 2004          | 25. dubna 2006  |
| 71           | 5         | Run           | Rychlejší než blesk | David Barrett      | Steven S. DeKnight                                     | 20. října 2004          | 26. dubna 2006  |
| 72           | 6         | Transference  | Převtělení          | James Marshall     | Todd Slavkin a Darren Swimmer                          | 27. října 2004          | 27. dubna 2006  |
| 73           | 7         | Jinx          | Finále              | Paul Shapiro       | Mark Warshaw                                           | 3. listopadu 2004       | 28. dubna 2006  |
| 74           | 8         | Spell         | Kouzlo              | Jeannot Szwarc     | Steven S. DeKnight                                     | 10. listopadu 2004      | 2. května 2006  |
| 75           | 9         | Bound         | Vražedný flirt      | Terrence O'Hara    | Luke Schelhaas                                         | 17. listopadu 2004      | 3. května 2006  |
| 76           | 10        | Scare         | Noční můra          | David Carson       | Kelly Souders a Brian Peterson                         | 1. prosince 2004        | 4. května 2006  |
| 77           | 11        | Unsafe        | Svatba              | Greg Beeman        | Steven S. DeKnight a Jeph Loeb                         | 26. ledna 2005          | 5. května 2006  |
| 78           | 12        | Pariah        | Bolestná ztráta     | Paul Shapiro       | Holly Harold                                           | 2. února 2005           | 9. května 2006  |
| 79           | 13        | Recruit       | Konec fotbalisty    | Jeannot Szwarc     | Todd Slavkin a Darren Swimmer                          | 9. února 2005           | 10. května 2006 |
| 80           | 14        | Krypto        | Psí kamarád         | James Marshall     | Luke Schelhaas                                         | 16. února 2005          | 11. května 2006 |
| 81           | 15        | Sacred        | Druhý kámen         | Brad Turner        | Kelly Souders a Brian Peterson                         | 23. února 2005          | 12. května 2006 |
| 82           | 16        | Lucy          | Lucy                | David Barrett      | námět: Neil Sadhu scénář: Neil Sadhu a Daniel Sulzberg | 2. března 2005          | 15. května 2006 |
| 83           | 17        | Onyx          | Druhé já            | Terrence O'Hara    | Steven S. DeKnight                                     | 13. dubna 2005          | 16. května 2006 |
| 84           | 18        | Spirit        | Duch                | Whitney Ransick    | Luke Schelhaas                                         | 20. dubna 2005          | 17. května 2006 |
| 85           | 19        | Blank         | Ztráta paměti       | Jeannot Szwarc     | Kelly Souders a Brian Peterson                         | 27. dubna 2005          | 18. května 2006 |
| 86           | 20        | Ageless       | Evan                | Steven S. DeKnight | Steven S. DeKnight                                     | 4. května 2005          | 19. května 2006 |
| 87           | 21        | Forever       | Zajatci okamžiku    | James Marshall     | Brian Peterson a Kelly Souders                         | 11. května 2005         | 22. května 2006 |
| 88           | 22        | Commencement  | Tajemství kamenů    | Greg Beeman        | Todd Slavkin a Darren Swimmer                          | 18. května 2005         | 23. května 2006 |

### Pátá řada (2005–2006)
| Č. v seriálu | Č. v řadě | Původní název | Český název        | Režie           | Scénář                                                     | Premiéra v USA (The WB) | Premiéra v ČR   |
| ------------ | --------- | ------------- | ------------------ | --------------- | ---------------------------------------------------------- | ----------------------- | --------------- |
| 89           | 1         | Arrival       | Návštěva z vesmíru | James Marshall  | Todd Slavkin a Darren Swimmer                              | 29. září 2005           | 31. března 2008 |
| 90           | 2         | Mortal        | Obyčejný smrtelník | Terrence O'Hara | Steven S. DeKnight                                         | 6. října 2005           | 1. dubna 2008   |
| 91           | 3         | Hidden        | Návrat v pravý čas | Whitney Ransick | Kelly Souders a Brian Peterson                             | 13. října 2005          | 2. dubna 2008   |
| 92           | 4         | Aqua          | Voda               | Bradford May    | Todd Slavkin a Darren Swimmer                              | 20. října 2005          | 3. dubna 2008   |
| 93           | 5         | Thirst        | Žízeň              | Paul Shapiro    | Steven S. DeKnight                                         | 27. října 2005          | 4. dubna 2008   |
| 94           | 6         | Exposed       | Odhalení           | Jeannot Szwarc  | Kelly Souders a Brian Peterson                             | 3. listopadu 2005       | 7. dubna 2008   |
| 95           | 7         | Splinter      | Záhadný kámen      | James Marshall  | Steven S. DeKnight                                         | 10. listopadu 2005      | 8. dubna 2008   |
| 96           | 8         | Solitude      | Samota             | Paul Shapiro    | Todd Slavkin a Darren Swimmer                              | 17. listopadu 2005      | 9. dubna 2008   |
| 97           | 9         | Lexmas        | Lexovy Vánoce      | Rick Rosenthal  | Holly Harold                                               | 8. prosince 2005        | 10. dubna 2008  |
| 98           | 10        | Fanatic       | Fanatik            | Michael Rohl    | Wandy Mericle                                              | 12. ledna 2006          | 11. dubna 2008  |
| 99           | 11        | Lockdown      | Přepadení          | Peter Ellis     | Steven S. DeKnight                                         | 19. ledna 2006          | 14. dubna 2008  |
| 100          | 12        | Reckoning     | Zúčtování          | Greg Beeman     | Kelly Souders a Brian Peterson                             | 26. ledna 2006          | 15. dubna 2008  |
| 101          | 13        | Vengeance     | Pomsta             | Jeannot Szwarc  | Al Septien a Turi Meyer                                    | 2. února 2006           | 16. dubna 2008  |
| 102          | 14        | Tomb          | Hrob               | Whitney Ransick | Steven S. DeKnight                                         | 9. února 2006           | 17. dubna 2008  |
| 103          | 15        | Cyborg        | Kyborg             | Glen Winter     | Caroline Dries                                             | 16. února 2006          | 18. dubna 2008  |
| 104          | 16        | Hypnotic      | Hypnóza            | Michael Rohl    | Todd Slavkin a Darren Swimmer                              | 30. března 2006         | 21. dubna 2008  |
| 105          | 17        | Void          | Prázdnota          | Jeannot Szwarc  | Holly Harold                                               | 6. dubna 2006           | 22. dubna 2008  |
| 106          | 18        | Fragile       | Křehká duše        | Tom Welling     | Todd Slavkin a Darren Swimmer                              | 13. dubna 2006          | 23. dubna 2008  |
| 107          | 19        | Mercy         | Milost             | James Marshall  | Steven S. DeKnight                                         | 20. dubna 2006          | 24. dubna 2008  |
| 108          | 20        | Fade          | Chameleon          | Terrence O'Hara | Turi Meyer a Al Septien                                    | 27. dubna 2006          | 25. dubna 2008  |
| 109          | 21        | Oracle        | Médium             | Patrick Norris  | námět: Neil Sadhu a Daniel Sulzberg scénář: Caroline Dries | 4. května 2006          | 28. dubna 2008  |
| 110          | 22        | Vessel        | Schránka           | James Marshall  | Kelly Souders a Brian Peterson                             | 11. května 2006         | 29. dubna 2008  |

### Šestá řada (2006–2007)
| Č. v seriálu | Č. v řadě | Původní název | Český název            | Režie              | Scénář                            | Premiéra v USA (The CW) | Premiéra v ČR   |
| ------------ | --------- | ------------- | ---------------------- | ------------------ | --------------------------------- | ----------------------- | --------------- |
| 111          | 1         | Zod           | Zod                    | James Marshall     | Steven S. DeKnight                | 28. září 2006           | 30. dubna 2008  |
| 112          | 2         | Sneeze        | Nachlazení             | Paul Shapiro       | Todd Slavkin a Darren Swimmer     | 5. října 2006           | 2. května 2008  |
| 113          | 3         | Wither        | Zrádná příroda         | Whitney Ransick    | Tracy Bellomo                     | 12. října 2006          | 5. května 2008  |
| 114          | 4         | Arrow         | Zbojník                | Michael Rohl       | Brian Peterson a Kelly Souders    | 19. října 2006          | 6. května 2008  |
| 115          | 5         | Reunion       | Třídní sraz            | Jeannot Szwarc     | Steven S. DeKnight                | 26. října 2006          | 7. května 2008  |
| 116          | 6         | Fallout       | Dozvuky                | Glen Winter        | Holly Harold                      | 2. listopadu 2006       | 9. května 2008  |
| 117          | 7         | Rage          | Zuřivost               | Whitney Ransick    | Todd Slavkin a Darren Swimmer     | 9. listopadu 2006       | 12. května 2008 |
| 118          | 8         | Static        | Únos do jiné frekvence | James Conway       | Shintaro Shimosawa a James Morris | 16. listopadu 2006      | 13. května 2008 |
| 119          | 9         | Subterranean  | Podzemí                | Rick Rosenthal     | Caroline Dries                    | 7. prosince 2006        | 14. května 2008 |
| 120          | 10        | Hydro         | Voda                   | Tom Welling        | Brian Peterson a Kelly Souders    | 11. ledna 2007          | 15. května 2008 |
| 121          | 11        | Justice       | Spolek spravedlivých   | Steven S. DeKnight | Steven S. DeKnight                | 18. ledna 2007          | 16. května 2008 |
| 122          | 12        | Labyrinth     | Bludiště               | Whitney Ransick    | Al Septien a Turi Meyer           | 25. ledna 2007          | 19. května 2008 |
| 123          | 13        | Crimson       | Purpur                 | Glen Winter        | Brian Peterson a Kelly Souders    | 1. února 2007           | 20. května 2008 |
| 124          | 14        | Trespass      | Vetřelec               | Michael Rohl       | Tracy A. Bellomo                  | 8. února 2007           | 21. května 2008 |
| 125          | 15        | Freak         | Nakažení               | Michael Rosenbaum  | Todd Slavkin a Darren Swimmer     | 15. února 2007          | 22. května 2008 |
| 126          | 16        | Promise       | Slib                   | Rick Rosenthal     | Kelly Souders a Brian Peterson    | 15. března 2007         | 23. května 2008 |
| 127          | 17        | Combat        | Zápas                  | James Marshall     | Turi Meyer a Al Septien           | 22. března 2007         | 26. května 2008 |
| 128          | 18        | Progeny       | Potomci                | Terrence O'Hara    | Genevieve Sparling                | 19. dubna 2007          | 27. května 2008 |
| 129          | 19        | Nemesis       | Dávní přátelé          | Mairzee Almas      | Caroline Dries                    | 26. dubna 2007          | 28. května 2008 |
| 130          | 20        | Noir          | Detektivní příběh      | Jeannot Szwarc     | Brian Peterson a Kelly Souders    | 3. května 2007          | 29. května 2008 |
| 131          | 21        | Prototype     | Prototyp               | Mat Beck           | Steven S. DeKnight                | 10. května 2007         | 30. května 2008 |
| 132          | 22        | Phantom       | Přízrak                | James Marshall     | Todd Slavkin a Darren Swimmer     | 17. května 2007         | 2. června 2008  |

### Sedmá řada (2007–2008)
| Č. v seriálu | Č. v řadě | Původní název | Český název          | Režie           | Scénář                                                                 | Premiéra v USA (The CW) | Premiéra v ČR   |
| ------------ | --------- | ------------- | -------------------- | --------------- | ---------------------------------------------------------------------- | ----------------------- | --------------- |
| 133          | 1         | Bizarro       | Protějšek            | Michael Rohl    | Brian Peterson a Kelly Souders                                         | 27. září 2007           | 15. února 2010  |
| 134          | 2         | Kara          | Sestřenka Kara       | James Conway    | Todd Slavkin a Darren Swimmer                                          | 4. října 2007           | 16. února 2010  |
| 135          | 3         | Fierce        | Divokost             | Whitney Ransick | Holly Harold                                                           | 11. října 2007          | 17. února 2010  |
| 136          | 4         | Cure          | Léčba                | Rick Rosenthal  | Al Septien a Turi Meyer                                                | 18. října 2007          | 18. února 2010  |
| 137          | 5         | Action        | Klapka, kamera, akce | Mairzee Almas   | Caroline Dries                                                         | 25. října 2007          | 19. února 2010  |
| 138          | 6         | Lara          | Lara                 | James Conway    | Don Whitehead a Holly Henderson                                        | 1. listopadu 2007       | 22. února 2010  |
| 139          | 7         | Wrath         | Hněv                 | Charles Beeson  | Kelly Souders a Brian Peterson                                         | 8. listopadu 2007       | 23. února 2010  |
| 140          | 8         | Blue          | Modrá                | Glen Winter     | Todd Slavkin a Darren Swimmer                                          | 15. listopadu 2007      | 24. února 2010  |
| 141          | 9         | Gemini        | Blíženci             | Whitney Ransick | Caroline Dries                                                         | 13. prosince 2007       | 25. února 2010  |
| 142          | 10        | Persona       | Osobnost             | Todd Slavkin    | Don Whitehead a Holly Henderson                                        | 31. ledna 2008          | 26. února 2010  |
| 143          | 11        | Siren         | Svůdkyně             | Kevin G. Fair   | Kelly Souders a Brian Peterson                                         | 7. února 2008           | 1. března 2010  |
| 144          | 12        | Fracture      | Zlom                 | James Marshall  | námět: Al Septien a Turi Meyer scénář: Caroline Dries                  | 14. února 2008          | 2. března 2010  |
| 145          | 13        | Hero          | Hrdina               | Michael Rohl    | Aaron Helbing a Todd Helbing                                           | 13. března 2008         | 3. března 2010  |
| 146          | 14        | Traveler      | Cestovatel           | Glen Winter     | námět: Al Septien a Turi Meyer scénář: Don Whitehead a Holly Henderson | 20. března 2008         | 4. března 2010  |
| 147          | 15        | Veritas       | Pravda               | James Marshall  | Kelly Souders a Brian Peterson                                         | 27. března 2008         | 5. března 2010  |
| 148          | 16        | Descent       | Pád                  | Ken Horton      | Don Whitehead a Holly Henderson                                        | 17. dubna 2008          | 8. března 2010  |
| 149          | 17        | Sleeper       | Spící agent          | Whitney Ransick | Caroline Dries                                                         | 24. dubna 2008          | 9. března 2010  |
| 150          | 18        | Apocalypse    | Apokalypsa           | Tom Welling     | Al Septien a Turi Meyer                                                | 1. května 2008          | 10. března 2010 |
| 151          | 19        | Quest         | Pouť                 | Kenneth Biller  | Holly Harold                                                           | 8. května 2008          | 11. března 2010 |
| 152          | 20        | Arctic        | Arktida              | Todd Slavkin    | Don Whitehead a Holly Henderson                                        | 15. května 2008         | 12. března 2010 |

### Osmá řada (2008–2009)
| Č. v seriálu | Č. v řadě | Původní název | Český název        | Režie          | Scénář                                                                      | Premiéra v USA (The CW) | Premiéra v ČR   |
| ------------ | --------- | ------------- | ------------------ | -------------- | --------------------------------------------------------------------------- | ----------------------- | --------------- |
| 153          | 1         | Odyssey       | Odysea             | Kevin G. Fair  | námět: Brian Peterson a Kelly Souders scénář: Todd Slavkin a Darren Swimmer | 18. září 2008           | 15. března 2010 |
| 154          | 2         | Plastique     | Plastická trhavina | Rick Rosenthal | Don Whitehead a Holly Henderson                                             | 25. září 2008           | 16. března 2010 |
| 155          | 3         | Instinct      | Instinkt           | Mairzee Almas  | Caroline Dries                                                              | 2. října 2008           | 17. března 2010 |
| 156          | 4         | Toxic         | Otrava             | James Conway   | Al Septien a Turi Meyer                                                     | 9. října 2008           | 18. března 2010 |
| 157          | 5         | Committed     | Oddanost           | Glen Winter    | Bryan Q. Miller                                                             | 16. října 2008          | 19. března 2010 |
| 158          | 6         | Prey          | Kořist             | Michael Rohl   | Kelly Souders a Brian Peterson                                              | 23. října 2008          | 22. března 2010 |
| 159          | 7         | Identity      | Totožnost          | Mairzee Almas  | Todd Slavkin a Darren Swimmer                                               | 30. října 2008          | 23. března 2010 |
| 160          | 8         | Bloodline     | Vlastní krev       | Michael Rohl   | Caroline Dries                                                              | 6. listopadu 2008       | 24. března 2010 |
| 161          | 9         | Abyss         | Propast            | Kevin G. Fair  | Don Whitehead a Holly Henderson                                             | 13. listopadu 2008      | 25. března 2010 |
| 162          | 10        | Bride         | Nevěsta            | Jeannot Szwarc | Al Septien a Turi Meyer                                                     | 20. listopadu 2008      | 26. března 2010 |
| 163          | 11        | Legion        | Legie superhrdinů  | Glen Winter    | Geoff Johns                                                                 | 15. ledna 2009          | 29. března 2010 |
| 164          | 12        | Bulletproof   | Neprůstřelný       | Morgan Beggs   | Bryan Miller                                                                | 22. ledna 2009          | 30. března 2010 |
| 165          | 13        | Power         | Moc                | Allison Mack   | Todd Slavkin a Darren Swimmer                                               | 29. ledna 2009          | 31. března 2010 |
| 166          | 14        | Requiem       | Rekviem            | Michael Rohl   | Don Whitehead a Holly Henderson                                             | 5. února 2009           | 1. dubna 2010   |
| 167          | 15        | Infamous      | Pochybná sláva     | Glen Winter    | Caroline Dries                                                              | 12. března 2009         | 2. dubna 2010   |
| 168          | 16        | Turbulence    | Turbulence         | Kevin G. Fair  | Al Septien a Turi Meyer                                                     | 19. března 2009         | 6. dubna 2010   |
| 169          | 17        | Hex           | Kouzlo             | Mairzee Almas  | Bryan Miller                                                                | 26. března 2009         | 7. dubna 2010   |
| 170          | 18        | Eternal       | Pravá podoba       | James Marshall | Brian Peterson a Kelly Souders                                              | 2. dubna 2009           | 8. dubna 2010   |
| 171          | 19        | Stiletto      | Stiletto           | Kevin G. Fair  | Caroline Dries                                                              | 23. dubna 2009          | 9. dubna 2010   |
| 172          | 20        | Beast         | Šelma              | Michael Rohl   | Genevieve Sparling                                                          | 30. dubna 2009          | 12. dubna 2010  |
| 173          | 21        | Injustice     | Nespravedlnost     | Tom Welling    | Al Septien a Turi Meyer                                                     | 7. května 2009          | 13. dubna 2010  |
| 174          | 22        | Doomsday      | Doomsday           | James Marshall | Brian Peterson a Kelly Souders                                              | 14. května 2009         | 14. dubna 2010  |

### Devátá řada (2009–2010)
| Č. v seriálu | Č. v řadě | Původní název    | Český název                                                                         | Režie                  | Scénář                                                                                 | Premiéra v USA (The CW) | Premiéra v ČR                |
| ------------ | --------- | ---------------- | ----------------------------------------------------------------------------------- | ---------------------- | -------------------------------------------------------------------------------------- | ----------------------- | ---------------------------- |
| 175          | 1         | Savior           | Spasitel                                                                            | Kevin G. Fair          | Kelly Souders a Brian Peterson                                                         | 25. září 2009           | 23. září 2011                |
| 176          | 2         | Metallo          | Metallo                                                                             | Mairzee Almas          | Don Whitehead a Holly Henderson                                                        | 2. října 2009           | 26. září 2011                |
| 177          | 3         | Rabid            | Běsi                                                                                | Michael Rohl           | Jordan Hawley                                                                          | 9. října 2009           | 27. září 2011                |
| 178          | 4         | Echo             | Ozvěna                                                                              | Wayne Rose             | Bryan Miller                                                                           | 16. října 2009          | 29. září 2011                |
| 179          | 5         | Roulette         | Ruleta                                                                              | Kevin G. Fair          | Genevieve Sparling                                                                     | 23. října 2009          | 30. září 2011                |
| 180          | 6         | Crossfire        | Průnik                                                                              | Michael Rohl           | Don Whitehead a Holly Henderson                                                        | 30. října 2009          | 3. října 2011                |
| 181          | 7         | Kandor           | Kandor                                                                              | Jeannot Szwarc         | Al Septien a Turi Meyer                                                                | 6. listopadu 2009       | 4. října 2011                |
| 182          | 8         | Idol             | Idol                                                                                | Glen Winter            | Anne Cofell Saunders                                                                   | 13. listopadu 2009      | 5. října 2011                |
| 183          | 9         | Pandora          | Pandora                                                                             | Morgan Beggs           | Drew Landis a Julia Swift                                                              | 20. listopadu 2009      | 6. října 2011                |
| 184          | 10        | Disciple         | Učeň                                                                                | Mairzee Almas          | Jordan Hawley                                                                          | 29. ledna 2010          | 7. října 2011                |
| 185–186      | 1112      | Absolute Justice | Absolutní spravedlnost (1. část – Spolek)Absolutní spravedlnost (2. část – Legendy) | Glen WinterTom Welling | Geoff Johns                                                                            | 5. února 2010           | 10. října 201111. října 2011 |
| 187          | 13        | Warrior          | Warrior                                                                             | Allison Mack           | Bryan Miller                                                                           | 12. února 2010          | 12. října 2011               |
| 188          | 14        | Persuasion       | Přesvědčivost                                                                       | Christopher Petry      | Anne Cofell Saunders                                                                   | 19. února 2010          | 13. října 2011               |
| 189          | 15        | Conspiracy       | Spiknutí                                                                            | Turi Meyer             | Al Septien a Turi Meyer                                                                | 26. února 2010          | 14. října 2011               |
| 190          | 16        | Escape           | Únik                                                                                | Kevin G. Fair          | Genevieve Sparling                                                                     | 2. dubna 2010           | 17. října 2011               |
| 191          | 17        | Checkmate        | Šach mat                                                                            | Tim Scanlan            | John Chisholm                                                                          | 9. dubna 2010           | 18. října 2011               |
| 192          | 18        | Upgrade          | Vylepšení                                                                           | Michael Rohl           | Drew Landis a Julia Swift                                                              | 16. dubna 2010          | 19. října 2011               |
| 193          | 19        | Charade          | Šaráda                                                                              | Brian Peterson         | Don Whitehead a Holly Henderson                                                        | 23. dubna 2010          | 20. října 2011               |
| 194          | 20        | Sacrifice        | Oběť                                                                                | Kevin G. Fair          | námět: Justin Hartley a Walter Wong scénář: Justin Hartley, Walter Wong a Bryan Miller | 30. dubna 2010          | 21. října 2011               |
| 195          | 21        | Hostage          | Rukojmí                                                                             | Glen Winter            | Jordan Hawley a Anne Cofell Saunders                                                   | 7. května 2010          | 24. října 2011               |
| 196          | 22        | Salvation        | Spása                                                                               | Greg Beeman            | Al Septien a Turi Meyer                                                                | 14. května 2010         | 25. října 2011               |

### Desátá řada (2010–2011)
| Č. v seriálu | Č. v řadě | Původní název | Český název | Režie                    | Scénář                                                           | Premiéra v USA (The CW) | Premiéra v ČR                |
| ------------ | --------- | ------------- | ----------- | ------------------------ | ---------------------------------------------------------------- | ----------------------- | ---------------------------- |
| 197          | 1         | Lazarus       | Lazarus     | Kevin G. Fair            | Don Whitehead a Holly Henderson                                  | 24. září 2010           | 26. října 2011               |
| 198          | 2         | Shield        | Štít        | Glen Winter              | Jordan Hawley                                                    | 1. října 2010           | 27. října 2011               |
| 199          | 3         | Supergirl     | Supergirl   | Mairzee Almas            | Anne Cofell Saunders                                             | 8. října 2010           | 4. dubna 2013                |
| 200          | 4         | Homecoming    | Návrat domů | Jeannot Szwarc           | Brian Peterson a Kelly Souders                                   | 15. října 2010          | 5. dubna 2013                |
| 201          | 5         | Isis          | Isis        | James Marshall           | Genevieve Sparling                                               | 22. října 2010          | 8. dubna 2013                |
| 202          | 6         | Harvest       | Dožínky     | Turi Meyer               | Al Septien a Turi Meyer                                          | 29. října 2010          | 9. dubna 2013                |
| 203          | 7         | Ambush        | Útok        | Christopher Petry        | Don Whitehead a Holly Henderson                                  | 5. listopadu 2010       | 10. dubna 2013               |
| 204          | 8         | Abandoned     | Opuštění    | Kevin G. Fair            | Drew Landis a Julia Swift                                        | 12. listopadu 2010      | 11. dubna 2013               |
| 205          | 9         | Patriot       | Vlastenec   | Tom Welling              | John Chisholm                                                    | 19. listopadu 2010      | 12. dubna 2013               |
| 206          | 10        | Luthor        | Luthor      | Kelly Souders            | Bryan Q. Miller                                                  | 3. prosince 2010        | 15. dubna 2013               |
| 207          | 11        | Icarus        | Icarus      | Mairzee Almas            | Genevieve Sparling                                               | 10. prosince 2010       | 16. dubna 2013               |
| 208          | 12        | Collateral    | Důvěra      | Morgan Beggs             | Jordan Hawley                                                    | 4. února 2011           | 17. dubna 2013               |
| 209          | 13        | Beacon        | Naděje      | Mike Rohl                | Don Whitehead a Holly Henderson                                  | 11. února 2011          | 18. dubna 2013               |
| 210          | 14        | Masquerade    | Masky       | Tim Scanlan              | Bryan Q. Miller                                                  | 18. února 2011          | 19. dubna 2013               |
| 211          | 15        | Fortune       | Fortune     | Christopher Petry        | Anne Cofell Saunders                                             | 25. února 2011          | 22. dubna 2013               |
| 212          | 16        | Scion         | Potomek     | Al Septien               | Al Septien a Turi Meyer                                          | 4. března 2011          | 23. dubna 2013               |
| 213          | 17        | Kent          | Kent        | Jeannot Szwarc           | námět: Genevieve Sparling scénář: Brian Peterson a Kelly Souders | 15. dubna 2011          | 24. dubna 2013               |
| 214          | 18        | Booster       | Booster     | Tom Welling              | Geoff Johns                                                      | 22. dubna 2011          | 25. dubna 2013               |
| 215          | 19        | Dominion      | Nadvláda    | Justin Hartley           | John Chisholm                                                    | 29. dubna 2011          | 26. dubna 2013               |
| 216          | 20        | Prophecy      | Proroctví   | Mike Rohl                | Bryan Q. Miller a Anne Cofell Saunders                           | 6. května 2011          | 29. dubna 2013               |
| 217–218      | 2122      | Finale        | Závěr       | Kevin G. FairGreg Beeman | Al Septien a Turi MeyerBrian Peterson a Kelly Souders            | 13. května 2011         | 30. dubna 20131. května 2013 |